# Isogona punctipennis
Isogona punctipennis är en fjärilsart som beskrevs av Augustus Radcliffe Grote 1883. Isogona punctipennis ingår i släktet Isogona och familjen nattflyn. Inga underarter finns listade i Catalogue of Life.